# Lophiotoma dickkilburni
Lophiotoma dickkilburni is een slakkensoort uit de familie van de Turridae. De wetenschappelijke naam van de soort is voor het eerst geldig gepubliceerd in 2004 door Olivera.